# André Pederneiras
Carlos André Pederneiras de Castro (Rio de Janeiro, 22 de março de 1967) é um treinador e promoter de jiu-jitsu brasileiro (BJJ) e artes marciais mistas (MMA). Ex-competidor de jiu-jitsu brasileiro, atualmente detentor de uma faixa coral preta e vermelha de 7º grau, Pederneiras é hexacampeão do Campeonato Brasileiro de Jiu-Jitsu. Durante sua breve carreira como lutador de MMA, desafiou Pat Miletich pelo Campeonato Peso-Médio do UFC em 1999 e competiu em eventos Vale Tudo Japan organizados pelo Shooto.
Pederneiras é cofundador da Nova União, uma das principais academias e equipes de BJJ e MMA, onde atuou como líder e treinador principal de MMA até 2018, após 21 anos. Ele é amplamente reconhecido como um dos melhores treinadores de jiu-jitsu brasileiro e MMA do mundo.
Entre os inúmeros campeões que formou, Pederneiras é mais conhecido por treinar José Aldo, B.J. Penn e Renan Barão, que se tornaram campeões do UFC. Pederneiras também é presidente do Shooto Brasil, a filial brasileira da promoção japonesa de MMA Shooto.

## Biografia
Carlos André Pederneiras de Castro nasceu em 22 de março de 1967, no Rio de Janeiro, Brasil. Aos 17 anos, ingressou em uma academia com o objetivo inicial de treinar musculação para condicionamento físico. No entanto, a academia também oferecia aulas de jiu-jitsu brasileiro (BJJ), e ele decidiu experimentá-las. Treinou com Rodrigo Vieira, aluno de Rickson Gracie, até receber a faixa-marrom. Após Vieira deixar a academia para se juntar a outra, Carlson Gracie tornou-se o treinador de Pederneiras e também o convidou para ser instrutor dos juniores na academia. Em 1989, Pederneiras recebeu a faixa-preta de Gracie aos 22 anos. Em 2018, Pederneiras tornou-se proprietário da academia onde começou a treinar, renomeando-a como Academia Upper.
Durante sua carreira no jiu-jitsu brasileiro pela equipe Carlson Gracie, Pederneiras foi hexacampeão do Campeonato Brasileiro de Jiu-Jitsu. Em 2019, a Federação Internacional de Jiu-Jitsu Brasileiro (IBJJF) promoveu Pederneiras ao 7º grau da faixa coral (preta e vermelha).
O apelido de Pederneiras, Dedé, é uma forma carinhosa de se referir a André em português.

## Carreira nas artes marciais mistas
Pederneiras teve uma breve carreira no MMA, que durou de 1998 a 2000.
Em 1998, Pederneiras estreou no Vale Tudo Japan, onde derrotou Rumina Sato no primeiro round por nocaute.
Em 1999, Pederneiras desafiou Pat Miletich pelo Campeonato Peso-Médio do UFC no UFC 21, onde perdeu no segundo round por nocaute técnico.
No mesmo ano, Pederneiras enfrentou Caol Uno no Vale Tudo Japan, e a luta terminou em empate.
Em 2000, Pederneiras lutou contra Genki Sudo no C2K: Colosseum 2000, onde a luta também terminou em empate. Essa foi a última luta de Pederneiras em sua carreira no MMA, após a qual ele se aposentou para se dedicar integralmente ao papel de treinador.

## Carreira como treinador
Após obter sua faixa-preta, Pederneiras fundou sua própria equipe de jiu-jitsu brasileiro, chamada Dedé Pederneiras Jiu Jitsu. Embora tenha alcançado sucesso rapidamente, a equipe não conseguia competir com equipes maiores, como Gracie Barra e a equipe Carlson Gracie, que dominavam os torneios devido ao grande número de atletas que inscreviam. Pederneiras conheceu Wendell Alexander em um torneio de jiu-jitsu brasileiro. Alexander também liderava sua própria equipe de jiu-jitsu, chamada Mello Tênis Clube, e, assim como Pederneiras, enfrentava dificuldades para competir com equipes maiores.
Em 1995, os dois uniram forças para criar a academia Nova União. A Nova União tornou-se uma das principais equipes de jiu-jitsu brasileiro, conquistando inúmeras medalhas em torneios como os Campeonatos Mundiais de Jiu-Jitsu.
No final dos anos 1990, Pederneiras foi um dos primeiros brasileiros a abrir as portas de sua academia para estrangeiros, sendo os mais notáveis inicialmente B.J. Penn e John Lewis. Isso gerou controvérsia, e seu antigo mestre, Carlson Gracie, o chamou de Creonte (termo que significa traidor), embora o sentimento antiforeigners tenha diminuído com o tempo. Penn conquistou sua faixa-preta com Pederneiras em 2000, em apenas três anos, e alguns meses depois tornou-se campeão na divisão peso-pena do Campeonato Mundial de Jiu-Jitsu na categoria faixa-preta. Ele foi o primeiro americano a alcançar esse feito.
Em 2002, Pederneiras decidiu retirar a Nova União de todos os torneios organizados pela IBJJF. Isso ocorreu devido à oposição à política da IBJJF de não pagar seus competidores. Pederneiras criou a Confederação Brasileira de Jiu-Jitsu Olímpico (CBJJO), que organizou seus próprios torneios, como a CBJJO World Jiu-Jitsu Cup [en]. Após vários anos de disputas, Pederneiras permitiu que a Nova União retornasse aos torneios da IBJJF, e a CBJJO foi dissolvida. Posteriormente, a CBJJO foi reinstituída sob nova gestão. Atualmente, os torneios da IBJJF oferecem prêmios em dinheiro.
Posteriormente, Pederneiras decidiu expandir a Nova União para o MMA, pois via isso como uma forma viável para muitos de seus alunos, que vinham de origens humildes, ganharem a vida. O próprio Pederneiras foi lutador de MMA entre 1998 e 2000. Por meio de suas conexões, Pederneiras tornou-se presidente do Shooto Brasil, a filial brasileira da promoção japonesa de MMA Shooto. Pederneiras organizou diversos eventos de MMA no Brasil como uma forma de proporcionar aos membros de sua academia, assim como a outros lutadores, uma maneira de sustento. Desde então, Pederneiras focou principalmente na parte de MMA da equipe, deixando a gestão do jiu-jitsu brasileiro para Alexander e outros treinadores.
Em 2017, Pederneiras chamou atenção ao incentivar lutadores brasileiros a se mudarem para os Estados Unidos, onde acreditava que havia melhores oportunidades para treinamento e desenvolvimento.
Em 2018, Pederneiras deixou suas funções como líder e treinador principal da Nova União para se concentrar na construção de outra academia, chamada Academia Upper. Essa era a academia onde ele originalmente treinou.
Pederneiras dedicou muito tempo a ajudar a comunidade local, muitos dos quais em situação de vulnerabilidade. Ele permitiu que pessoas carentes treinassem e morassem na Nova União sem custo, desde que ajudassem na academia. O exemplo mais notável desses alunos é José Aldo. Aldo cresceu em condições de pobreza, com pouco dinheiro, mas pôde treinar e morar na Nova União desde que contribuísse na academia. Eventualmente, Aldo tornou-se Campeão Peso-Pena do UFC, com o maior número de defesas de título, sete, e é considerado pelo Sherdog o maior lutador peso-pena de MMA da história. Até 2021, Pederneiras continuava sendo o treinador de Aldo.

## Linhagem de instrutores
Kanō Jigorō → Tomita Tsunejirō → Mitsuyo Maeda → Carlos Gracie → Carlson Gracie → André Pederneiras

## Alunos notáveis

### Lutadores
- José Aldo – Ex-campeão peso-pena do UFC por duas vezes, ex-campeão peso-pena do World Extreme Cagefighting[9][13]
- B.J. Penn – Ex-campeão peso-leve e peso-médio do UFC, campeão mundial da IBJJF (faixa-preta)[9][13]
- Renan Barão – Ex-campeão peso-galo do UFC[9]
- Junior dos Santos – Ex-campeão peso-pesado do UFC[19]
- Cláudia Gadelha – Ex-desafiante ao título peso-palha feminino do UFC[19]
- Leonardo Santos – Vencedor do The Ultimate Fighter: Brasil 2, tetracampeão da Copa do Mundo de Jiu-Jitsu CBJJO, medalhista de bronze no ADCC[20]
- Eduardo Dantas – Ex-campeão peso-galo do Bellator MMA por duas vezes[21]
- Marcos Galvão – Ex-campeão peso-galo do Bellator MMA[22]

### Grapplers
- Robson Moura – Pentacampeão mundial da IBJJF (faixa-preta)[23]
- Vítor Ribeiro – Tricampeão mundial da IBJJF (faixa-preta), medalhista de bronze no ADCC[24]
- João Roque – Campeão mundial da IBJJF (faixa-preta)[25]

## Prêmios e conquistas
- Faixa coral (preta e vermelha) de 7º grau em jiu-jitsu brasileiro[12]
- Revista PVT (Portal do Vale Tudo) – Treinador de MMA do Ano de 2010[2]
- Hexacampeão brasileiro de jiu-jitsu brasileiro[2]
- Campeão do Vale Tudo Japan (1998)[2]

## Registro de artes marciais mistas
| Cartel no MMA |           |           |
| 4 lutas       | 1 vitória | 1 derrota |
| Por nocaute   | 1         | 1         |
| Empates       | 2         | 2         |

| Res.    | Cartel | Oponente     | Método                               | Evento                          | Data                   | Round | Tempo | Local                | Notas                                  |
| ------- | ------ | ------------ | ------------------------------------ | ------------------------------- | ---------------------- | ----- | ----- | -------------------- | -------------------------------------- |
| Empate  | 1–1–2  | Genki Sudo   | Nenhuma (Decisão)                    | C2K – Colosseum 2000            | 2000 de maio de 26     | 1     | 15:00 | Japão                |                                        |
| Empate  | 1–1–1  | Caol Uno     | Nenhuma (Decisão)                    | VTJ 1999 – Vale Tudo Japan 1999 | 1999 de dezembro de 11 | 3     | 8:00  | Tóquio, Japão        |                                        |
| Derrota | 1–1    | Pat Miletich | Nocaute técnico (interrupção médica) | UFC 21                          | 1999 de julho de 16    | 2     | 2:20  | Iowa, Estados Unidos | For the UFC Welterweight Championship. |
| Vitória | 1–0    | Rumina Sato  | Nocaute (chute de futebol e socos)   | VTJ 1998 – Vale Tudo Japan 1998 | 1998 de outubro de 25  | 1     | 4:09  | Tóquio, Japão        |                                        |